# السيلة (غيل بن يمين)

'

تعديل مصدري - تعديل

السيلة هي إحدى قرى عزلة غيل بن يمين بمديرية غيل بن يمين التابعة لمحافظة حضرموت، بلغ تعداد سكانها 1185 نسمة حسب تعداد اليمن لعام 2004.